# روبرتو سانتاماريا (لاعب كرة قدم)
روبرتو سانتاماريا (بالإسبانية: Roberto Santamaría Calavia) هو لاعب كرة قدم إسباني في مركز حراسة المرمى، ولد في 12 مارس 1962 في بنبلونة في إسبانيا. لعب مع أوساسونا ب وأوساسونا ونادي لاردة ونادي مالقا.